# Epidendrum schistochilum
Epidendrum schistochilum är en orkidéart som beskrevs av Rudolf Schlechter. Epidendrum schistochilum ingår i släktet Epidendrum och familjen orkidéer. Inga underarter finns listade i Catalogue of Life.